# Rhizoglyphus robini
Rhizoglyphus robini är en spindeldjursart som beskrevs av Jean Louis René Antoine Édouard Claparède 1869. Rhizoglyphus robini ingår i släktet Rhizoglyphus och familjen Acaridae. Inga underarter finns listade i Catalogue of Life.